# Алозы
Алозы, или каспийско-черноморские сельди (лат. Alosa), — род лучепёрых рыб из семейства сельдевых (Clupeidae).
Алозы отличаются от настоящих сельдей тем, что легко теряют свои зубы.

## Описание
Тело с боков сжато и на брюшном крае по причине выступающих чешуй пилообразно. Глаза так прикрыты передними и задними веками, что остаётся видной только середина в виде горизонтального заостряющегося овала; большие чешуйки легко отпадают; брюшные плавники находятся под спинным плавником.

## Виды и подвиды
- Alosa aestivalis (Mitchill, 1814) — Синеспинка
- Alosa agone (Scopoli, 1786)
- Alosa alabamae Jordan & Evermann, 1896 — Алабамская алоза
- Alosa algeriensis Regan, 1916
- Alosa alosa (Linnaeus, 1758) — Европейская алоза
- Alosa braschnikowi (Borodin, 1904) — Бражниковская сельдь, или долгинская сельдь, или долгинка (рыба)
- Alosa tanaica — Азовский пузанок
- Alosa caspia (Eichwald, 1838) — Каспийский пузанок
  - Alosa caspia caspia (Eichwald, 1838) — Среднекаспийский пузанок
  - Alosa caspia knipowitschi (Iljin, 1927) — Энзелийский пузанок
  - Alosa caspia palaeostomi Sadowsky, 1934 — Палеостомский пузанок
  - Alosa caspia persica (Iljin, 1927) — Астрабадский пузанок
  - Alosa caspia salina — Северо-восточный каспийский пузанок
  - некоторые авторы объединяют все черноморские подвиды Alosa caspia в отдельный вид Alosa tanaica[3]
- Alosa chrysochloris (Rafinesque, 1820) — Зеленоспинка
- Alosa fallax (Lacepède, 1803) — Финта, или средиземноморская финта
- Alosa immaculata Bennett, 1835 — Черноморско-азовская проходная сельдь
- Alosa kessleri (Grimm, 1887) — Сельдь Кесслера, или черноспинка, или бешенка, или залом (рыба)
- Alosa macedonica
- Alosa maeotica (Grimm, 1901) — Черноморско-азовская морская сельдь
- Alosa mediocris (Mitchill, 1814) — Осенний помолоб
- Alosa pseudoharengus (Wilson, 1811) — Сероспинка
- Alosa sapidissima (Wilson, 1811) — Американский шэд
- Alosa saposchnikowii (Grimm, 1887) — Большеглазый пузанок
- Alosa sphaerocephala (Berg, 1913) — Круглоголовый пузанок
- Alosa vistonica Economidis and Sinis, 1986
- Alosa volgensis (Berg, 1913) — Волжская сельдь